# Cronaca di Fredegario

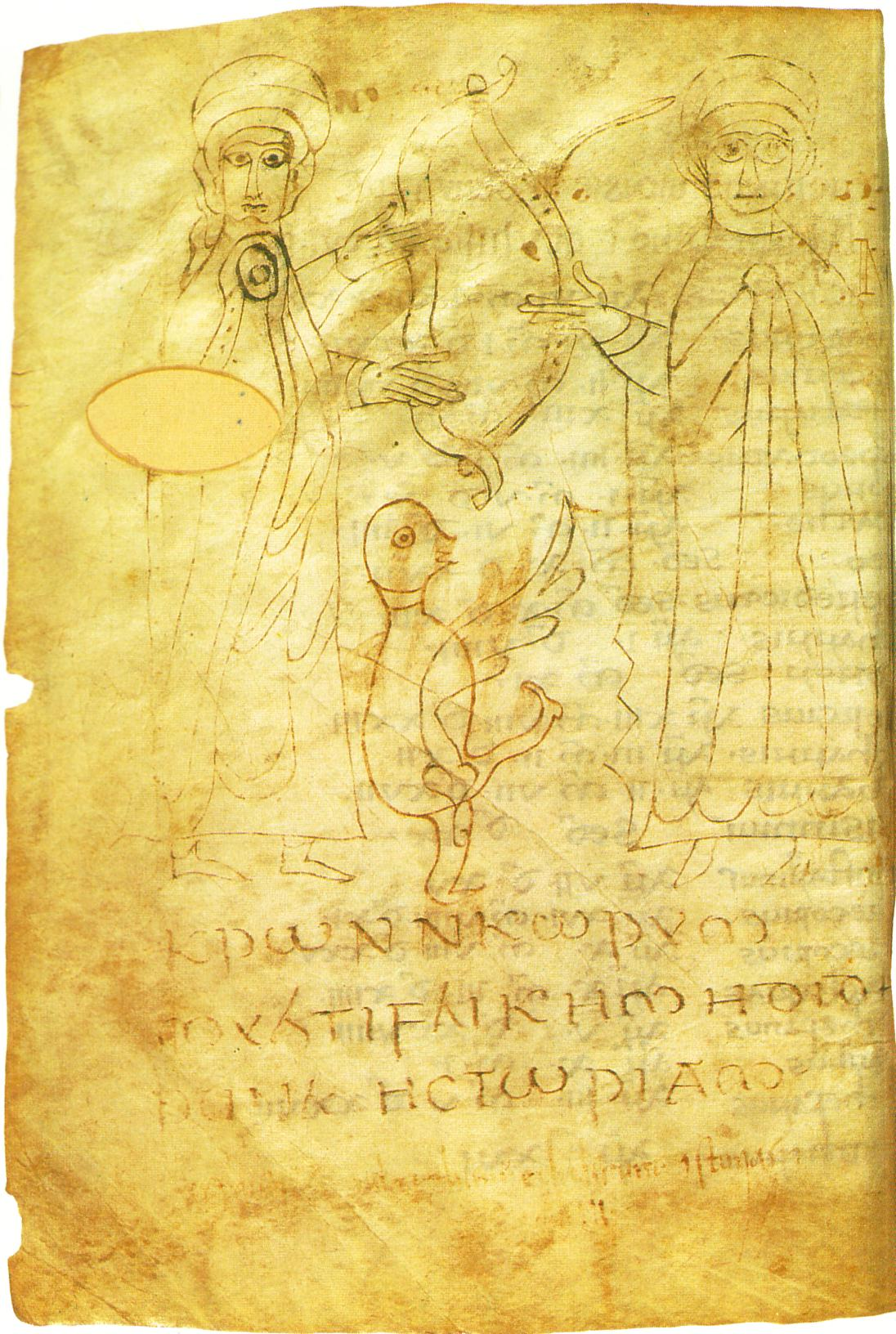
Disegno a penna dal primo manoscritto del 715, che si ritiene raffiguri Eusebio e Girolamo

La cronaca di Fredegario è il titolo convenzionale usato per una cronaca franca del VII secolo che fu probabilmente scritta in Borgogna. L'autore è sconosciuto e l'attribuzione a Fredegario risale solo al XVI secolo.
La cronaca inizia con la creazione del mondo e termina nel 642, inoltre, ci sono anche alcuni riferimenti a eventi successivi fino al 658. Alcune copie del manoscritto contengono una versione ridotta della cronaca fino alla data del 642, ma includono sezioni aggiuntive scritte sotto la dinastia carolingia che terminano con la morte di Pipino il Breve nel 768. La cronaca di Fredegario con le sue Continuazioni è una delle poche fonti che forniscono informazioni sulla dinastia merovingia per il periodo successivo al 591, quando termina il Decem Libri Historiarum di Gregorio di Tours.

## Paternità
Nessuno dei manoscritti sopravvissuti specifica il nome dell'autore. Il nome "Fredegario" (in francese Frédégaire e in tedesco Fredegar) fu usato per la prima volta nel 1579 da Claude Fauchet nel suo Recueil des antiquitez gauloises et françoises. L'attribuzione dell'opera è stata molto dibattuta, sebbene lo storico John Michael Wallace-Hadrill ammetta che "Fredegario" sia effettivamente un nome franco, anche se raro. Il latino volgare di quest'opera conferma che la cronaca è stata scritta in Gallia, ma poco altro è certo sulla sua origine. Di conseguenza, esistono diverse teorie sulla paternità:
- Il punto di vista originale, affermato senza discussione fino al 1878, era che la cronaca fosse stata scritta da una sola persona.
- Nel 1883 Bruno Krusch, nella sua edizione per la Monumenta Germaniae Historica, propose che la cronaca fosse la creazione di tre autori. Tale teoria fu successivamente appoggiata da Theodor Mommsen, Wilhelm Levison e Wallace-Hadrill.
- Ferdinand Lot criticò l'ipotesi di Krusch trovando l'appoggio di Marcel Bardot e Leon Levillain, che si pronunciarono pubblicamente in proposito nel 1928.
- Nel 1934 Siegmund Hellmann propose una modifica all'ipotesi di Krusch, sostenendo che la cronaca era opera di due autori.
- Nel 1963 Walter Goffart ripropose l'ipotesi di un unico autore, e questo punto di vista è ora generalmente accettato.

Attualmente si presume che Fredegario fosse un burgundo originario dei dintorni di Avenches, poiché conosceva il nome alternativo di quella località, Wifflisburg, toponimo le cui prime attestazioni risalgono proprio a quel periodo. Questa ipotesi è poi supportata dal fatto che l'autore sembra aver avuto accesso agli annali di molte chiese dell'area borgognona e a documenti giuridici locali. Inoltre pare sia entrato in contatto con ambasciatori longobardi, visigoti e slavi. Infine, la sua conoscenza degli eventi nel mondo romano è solitamente spiegata dalla vicinanza della Borgogna all'Esarcato d'Italia.

## Manoscritti
La cronaca ci è giunta in oltre trenta manoscritti, che sia Krusch che il medievalista inglese Roger Collins raggruppano in cinque classi. La cronaca originale è andata perduta, ma esiste in una copia onciale realizzata nel 715 da un monaco burgundo di nome Lucerio. Questa copia, l'unico esemplare di un manoscritto di classe 1, si trova nella Biblioteca nazionale di Francia ed è talvolta chiamata Codex Claromontanus perché un tempo di proprietà del Collège de Clermont di Parigi. Un'edizione diplomatica fu curata dallo storico francese Gabriel Monod e pubblicata nel 1885. Il Codex Claromontanus fu anche la base dell'edizione critica di Krusch pubblicata nel 1888 e della traduzione parziale in inglese del 1960 di Wallace-Hadrill. La maggior parte degli altri manoscritti sopravvissuti furono copiati in Austrasia e risalgono all'inizio del IX secolo o a epoca più tarda. La prima versione stampata, la editio princeps, fu pubblicata a Basilea da Flacius Illyricus nel 1568, il quale si avvalse del testo della MS Heidelberg University Palat. Lat. 864. La successiva edizione pubblicata fu Antiquae Lectiones di Canisius a Ingolstadt nel 1602. Il manoscritto è stato reso disponibile sulla World Digital Library il 20 dicembre 2017.

## Struttura
Nell'edizione critica di Krusch la cronaca è divisa in quattro libri: i primi tre sono basati su opere precedenti e coprono il periodo dall'inizio del mondo fino al 584, il quarto libro prosegue fino al 642 e prefigura eventi avvenuti tra il 655 e il 660. Nel prologo l'autore scrive:
In effetti Fredegario fornisce citazioni da fonti di cui non riporta l'autore, e condensa drasticamente le informazioni provenienti da alcune opere di cui viceversa l'autore menziona. Inserisce anche ulteriori sezioni di testo che non derivano dalle sue fonti principali. Queste sezioni inserite vengono chiamate "interpolazioni", e per la maggior parte di esse le fonti non sono note. Alcune di queste interpolazioni sono usate per costruire la leggenda dell'origine troiana dei Franchi.
Libro I
I 24 capitoli iniziali del primo libro sono basati sull'anonimo Liber generationis, che a sua volta è derivato dall'opera dello storiografo romano Ippolito. Il resto del libro contiene il capitolo 3 della cronaca di Isidoro di Siviglia insieme a un compendio di varie tavole cronologiche, tra cui gli elenchi degli imperatori romani, dei re giudaici e dei papi fino all'elezione di Teodoro I nel 642. Sul retro del folio contenente l'elenco papale c'è un disegno a china che mostra due personaggi, che secondo Monod rappresentano probabilmente Eusebio e Girolamo.
Libro II
I primi 49 capitoli del secondo libro contengono estratti dalla traduzione latina di Girolamo della Cronaca di Eusebio. Il testo include alcune interpolazioni. I restanti capitoli contengono estratti dalle cronache dello storiografo romano Idazio.
Libro III
Il terzo libro contiene estratti dai Libri II–VI del Decem Libri Historiarum di Gregorio di Tours con diverse interpolazioni. La fonte di Fredegario sembra mancare degli ultimi quattro libri del testo di Gregorio e la sua narrazione termina nel 584.
Libro IV
I 90 capitoli del quarto libro contengono dettagli di eventi riguardanti la corte burgunda. Fredegario non rivela le sue fonti, ma i capitoli precedenti sono presumibilmente basati su annali locali. I capitoli 24–39 contengono testimonianze di eventi tra il 603 e il 613. Il capitolo 36 è un'interpolazione sulla vita di San Colombano che è copiata, quasi senza modifiche, dalla Vita Columbani di Giona di Bobbio. Il libro termina bruscamente nel 642. Il libro IV è stato il più studiato dagli storici in quanto contiene informazioni non presenti in altre fonti medievali.

## Continuazioni
Un gruppo di manoscritti di classe 4 contiene una rielaborazione della Cronaca di Fredegario seguita da sezioni aggiuntive, che prendono il nome di Continuazioni, le quali descrivono eventi nel Regno franco fino al 768. Nella sua edizione critica, Krusch aggiunge questi capitoli extra al testo del Codex Claromontanus, creando la falsa impressione che le due parti provengano dallo stesso manoscritto. I manoscritti della classe 4 sono divisi in tre libri. Il primo inizia con una sezione basata sul trattato De cursu temporum dell'oscuro scrittore latino del IV secolo Quinto Giulio Ilariano. Ciò è seguito da una versione del Libro II di Fredegario che incorpora un resoconto ampliato dell'origine troiana dei Franchi. Il secondo libro è una versione ridotta delle storie di Gregorio di Tours, corrispondente al Libro III di Fredegario. Il terzo e ultimo libro è costituito dai 90 capitoli del Libro IV di Fredegario seguiti dalle Continuazioni. Le Continuazioni si compongono di tre parti. I primi dieci capitoli sono basati sul Liber Historiae Francorum, una cronaca neustriana anonima che termina intorno al 721. La seconda parte (capitoli 11 – 33) copre gli anni fino al 751. A questo punto, prima che la cronaca prosegua per altri venti capitoli, che coprono gli eventi avvenuti nel Regno franco fino all'anno 768, viene inserito nel testo un colophon spiegando che la stesura della cronaca è stata ordinata dal fratello di Carlo Martello, il conte Ildebrando:
(Chronicarum Fredegarii Continuationes, 34)
Il medievalista Roger Collins sostiene che il testo nei manoscritti di classe 4 è abbastanza diverso dalla Cronaca di Fredegario del Codex Claromontanus, al punto che dovrebbe essere considerato un'opera separata. Così ha proposto il nuovo titolo Historia vel Gesta Francorum, che ricorre nel colophon di cui sopra. Inoltre, ha suggerito che un autore fosse responsabile del testo fino al 751 e che probabilmente un altro autore abbia scritto i capitoli aggiuntivi.

## Edizioni
- (LA) Fredegarius, Chronicarum quae dicuntur Fredegarii scholastici libri IV cum Continuationibus, a cura di Bruno Krusch, in Monumenta Germaniae Historica. Scriptores rerum Merovingicarum, vol. 2, Hannoverae, impensis bibliopolii Hahniani, 1888,  pp. 1-193.